# Carl Heinrich von Knorring

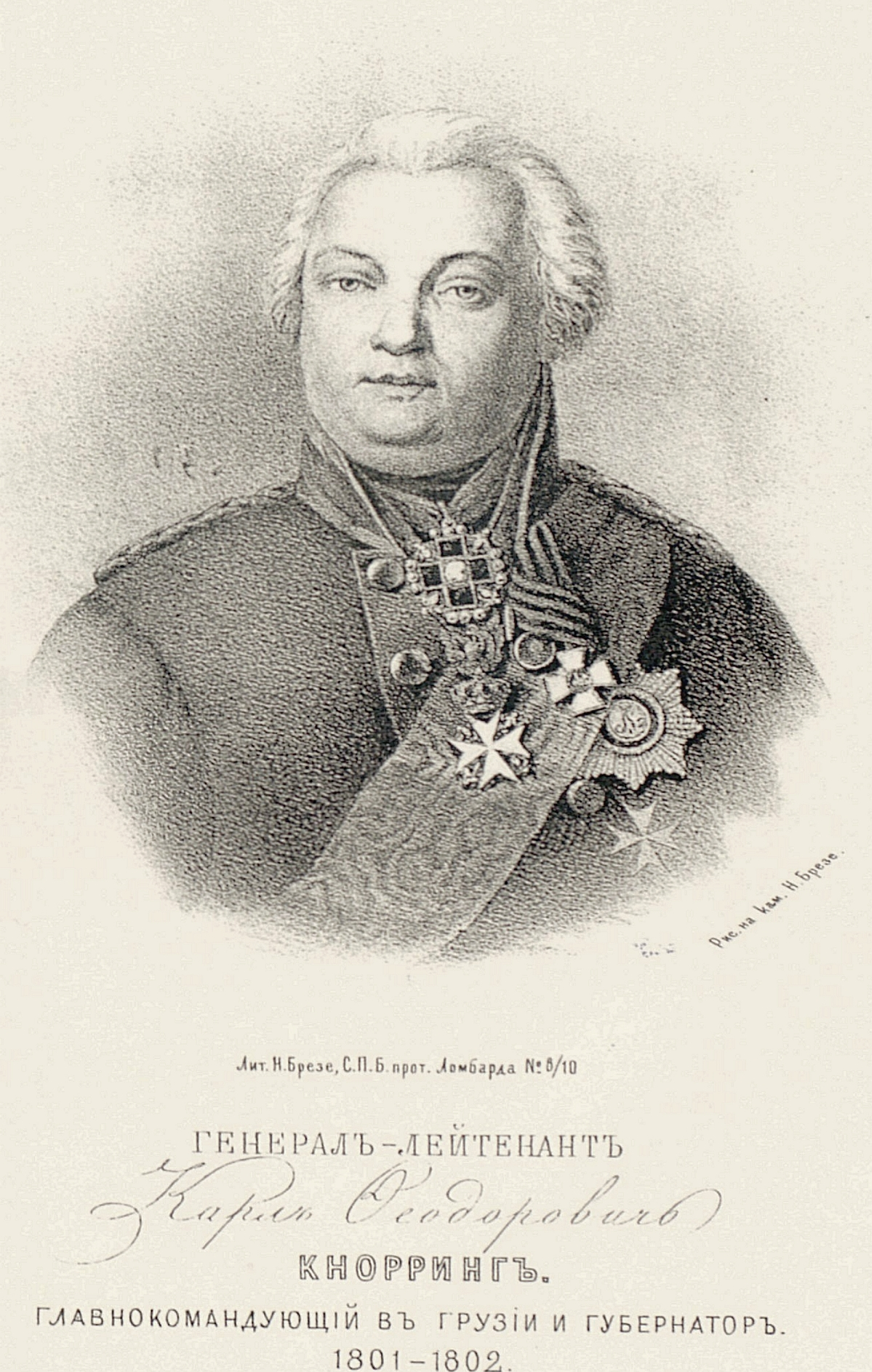
Carl Heinrich von Knorring

Carl Heinrich von Knorring (russisch Карл Фёдорович Кнорринг, Karl Fjodorowitsch Knorring; * 22. Mai 1746 in Marien-Magdalenen; † 12. Februar 1820 in Moskau) war ein russischer Generalleutnant.

## Leben

### Herkunft und Familie

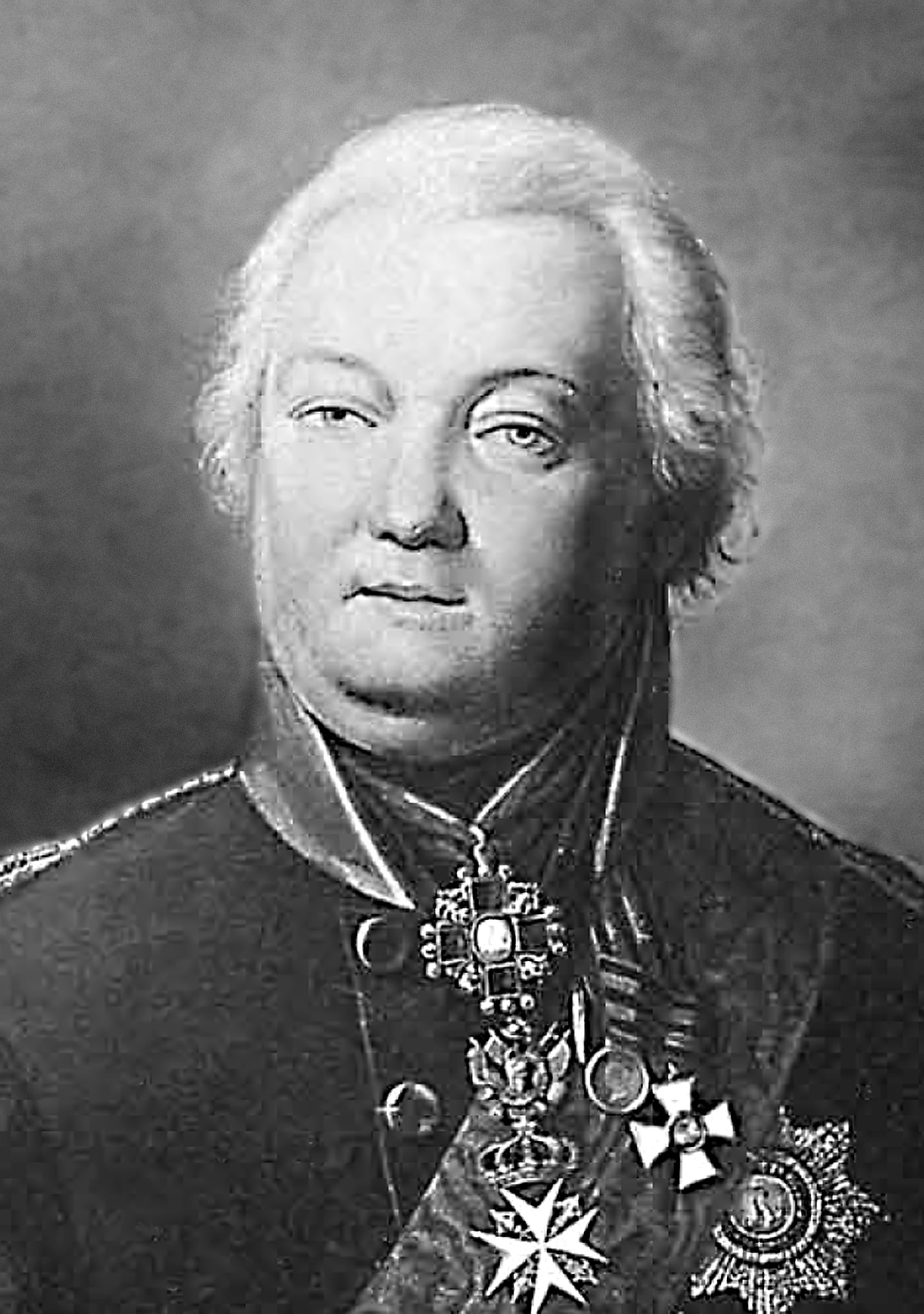
Karl Feodorowitch Knorring

Carl Heinrich war Angehöriger der freiherrlichen Linie Kaltenborn-Uddewa-Lugden des estländischen Adelsgeschlechts Knorring. Seine Eltern waren der Mannrichter und Erbherr auf Arroküll, Kaltenborn, Uddewa und Erwita, Friedrich von Knorring († 1761) und Dorothea Elisabeth von Zoege († 1792).
Die ebenfalls russischen Generale General Gotthard Johann von Knorring (1744–1825) und General Otto Wilhelm von Knorring (1759–1812) waren seine Brüder, Johann Franz von Kochius (1729–1797) war sein Schwager.
Er vermählte sich mit der bereits zwei Mal verwitweten Barbara Wladimirowna Dawydowa († 1836). Kinder sind aus dieser Ehe nicht hervorgegangen.

### Werdegang
Knorring trat 1758 in das Landkadettenkorps in St. Petersburg ein. Er nahm an beiden Türkenkriegen 1768–1774 und 1787–1792 teil. Im Jahre 1789 wurde er als Oberst und Bataillonskommandeur im Bug-Jäger-Korps mit dem St. Georgs-Orden IV. Klasse ausgezeichnet. Er war dann nacheinander Kommandeur des Ingermanland-Infanterie-Regiments und des Tautischen Grenadier-Regiments, bevor er 1794 zum Brigadier und Regimentschef des Revaler-Musketier-Regiments, 1796 zum Generalmajor und schließlich 1799 zum Generalleutnant und Chef des Kasan-Musketier-Regiments avancierte.
1800 wurde er mit dem Großkreuz des Ordens des heiligen Johannes von Jerusalem geehrt. Knorring war von 1799 bis 1802 Kommandierender General der 10. kaukasischen Division bzw. Inspektion. In diesem Zusammenhang war er Kriegsgouverneur und seit 1800 auch Chef der Zivilverwaltung in Astrachan. 1801 griff er selbständig in Georgien ein. Er präferierte die Annexion des Landes und wurde zum General-Gouverneur sowie 1802 zum Oberdirigenten ebd. ernannt und marschierte als solcher in Tiflis ein. Bereits zu Beginn des Jahres 1803 wurde er jedoch als unfähig und unredlich abgesetzt und nach Moskau zurückberufen und aus dem aktiven Dienst entlassen.
Vorher bereits wurde ihm der Alexander-Newski-Orden und der St. Anna-Orden I. Klasse verliehen. Seine letzten Lebensjahre verbrachte er in Moskau, wo er Kirchenratspräsident und von 1818 bis 1820 auch Patron der evangelisch-lutherischen Petri-Pauli-Kirche war.